# Code::Blocks
Code::Blocks — свободная кроссплатформенная среда разработки. Code::Blocks написана на C++ и использует библиотеку wxWidgets. Имея открытую архитектуру, может масштабироваться за счёт подключаемых модулей. Поддерживает языки программирования С, C++, D (с ограничениями), Fortran.
Code::Blocks разрабатывается для Windows, Linux и macOS. Среду можно собрать из исходников практически под любую Unix-подобную систему, например FreeBSD, PC-BSD

## Возможности

### Возможности компиляции
- Поддержка множества компиляторов
  - MinGW / GCC C/C++
    - GNU ARM GCC Compiler
    - GNU AVR GCC Compiler
    - GNU GCC Compiler for PowerPC
    - GNU GCC Compiler for TriCore

  - Digital Mars C/C++
  - Digital Mars D (с некоторыми ограничениями)
  - SDCC (Small device C compiler)
  - Microsoft Visual C++ 6[3]
  - Microsoft Visual C++ Toolkit 2003
  - Microsoft Visual C++ 2005/2008 (с некоторыми ограничениями)
  - Microsoft Visual C++ 2010 (без поддержки отладчика, требуется DDK)
  - Borland C++ 5.5
  - Watcom
  - Intel C++ compiler
  - Clang
  - GNU Fortran
  - GNU ARM
  - GNU GDC
- Многопрофильные проекты
- Поддержка рабочих пространств
- Импорт проектов Dev-C++
- Импорт проектов и рабочих пространств Microsoft Visual Studio (включая 2005)

### Возможности интерфейса
- Подсветка синтаксиса
- Сворачивание блоков кода
- Автодополнение кода
- Браузер классов
- Скриптовый движок Squirrel
- Планировщик для нескольких пользователей
- Поддержка плагинов Devpack (установочные пакеты для Dev-C++)
- Плагин wxSmith (инструмент быстрой разработки приложений (RAD) для wxWidgets)
- Система проверки правописания (только для комментариев)
- Автоформатирование кода AStyle настраиваемый Code Style
- Утилита для разработки регулярных выражений (использует wxWidgets regexp parser, синтаксис pcre)
- DoxyBlocks — плагин для извлечения документации в формате DoxyGen, синтаксис комментариев поддерживается редактором кода
- Block Comment (Ctrl+C, Ctrl+X)
- Поиск по проекту с подсветкой найденных совпадений. Поддерживает регулярные выражения
- Поиск места декларации или реализации идентификатора (функции, макроса, класса и т. д.), включая подключенные заголовки из внешних библиотек
- Переход *.h <-> *.cpp (F11)
- Запуск полученной программы с аргументами (включая аргументы для терминала например cmd /u [unicode console] или замену xterm на gnome-terminal)

### Возможности отладки
- Поддержка отладчиков:
  - GNU GDB
  - MS CDB

Поддержка визуализации значений переменных и функций
- Поддержка профайлера
  - Визуализация результатов GNU Profiler (gprof)

### Возможности быстрой разработки приложений (RAD)
Для языка C++ среда Code::Blocks включает в себя инструмент быстрой разработки приложений wxSmith.
Плагин wxSmith работает в связке со средой разработки Code::Blocks, библиотекой wxWidgets и компилятором C++, что дает возможность создавать приложения с графическим интерфейсом (GUI) при помощи метода WYSIWYG («Что ты видишь, то ты и получишь»).
wxSmith поддерживает следующую функциональность:
- Автоматическая генерация кода C++
- Ввод, вывод, загрузка кода XML ресурсов (XRC — XML Based Resource System)
- Валидаторы
- Создание таблицы событий и обработчиков
- Поддержка импорта изображений различных форматов в проект-специфичный формат XPM и сохранение в коде (inline) или отдельных файлах
- Легкий доступ к указателям окна
- Управление сайзерами
- Разработку дизайна без сайзеров

Пример использования wxSmith (проектируемая форма и ее внешний вид в созданном приложении с применением русской локализации):